# Pašerácká naučná stezka
 Pašerácká naučná stezka je trasa určená jak turistům, tak také cyklistům. Vede částí příhraničních oblastí Libereckého kraje na severu České republiky. Spojuje Hartau, sídlo ležící v Sasku při česko-německé hranici, s Andělkou, která se nachází ve Frýdlantském výběžku při hranici s Polskem. Trasa má délku 41 kilometrů a dostala číselné označení 3039. Otevřená byla v roce 2001.

## Průběh trasy
Naučná stezka postupně prochází:
- Hartau
- Loučná
- Hrádek nad Nisou
- Oldřichov na Hranicích
- Uhelná
- Horní Vítkov
- Vysoký
- Albrechtice u Frýdlantu
- Heřmanice
- Kunratice
- Víska
- Minkovice
- Višňová
- Filipovka
- Loučná
- Andělka